# Острво Норфок на Светском првенству у атлетици на отвореном 2001.
Острво Норфок је четврти пут учествовало на Светском првенству у атлетици на отвореном 2001. одржаном у Едмонтону од 3. до 12. августа. Репрезентацију Острва Норфок је представљала су два такмичара (1 мушкарац и 1 жема) који су се  такмичили у две дисциплине (1 мушка и 1 женска).
Такмичари Острва Норфок нису освојили ниједну медаљу нити остварили неки резултат.

## Учесници
| Мушкарци: - Дилан Мензиес — 100 м | Жене: - Ангела Кеог — 20 км ходање |  |

## Резултати

### Мушкарци
| Атлетичар     | Дисциплина | Лични рекорд | Квалификације | Квалификације | Четвртфинале         | Четвртфинале         | Полуфинале           | Полуфинале           | Финале               | Финале       | Детаљи |
| Атлетичар     | Дисциплина | Лични рекорд | Резултат      | Место         | Резултат             | Место                | Резултат             | Место                | Резултат             | Место        | Детаљи |
| ------------- | ---------- | ------------ | ------------- | ------------- | -------------------- | -------------------- | -------------------- | -------------------- | -------------------- | ------------ | ------ |
| Дилан Мензиес | 100 м      | 11,51        | 11,57         | 7. у гр. 5    | Није се квалификовао | Није се квалификовао | Није се квалификовао | Није се квалификовао | Није се квалификовао | 72 / 76 (84) |        |

### Жене
| Атлетичарка | Дисциплина   | Лични рекорд | Квалификације | Квалификације | Полуфинале | Полуфинале | Финале   | Финале       | Детаљи |
| Атлетичарка | Дисциплина   | Лични рекорд | Резултат      | Место         | Резултат   | Место      | Резултат | Место        | Детаљи |
| ----------- | ------------ | ------------ | ------------- | ------------- | ---------- | ---------- | -------- | ------------ | ------ |
| Ангела Кеог | 20 км ходање | 1:58:32      |               |               |            |            | 2:08:46  | 27 / 27 (42) |        |